# Ferme Perrel
La ferme Perrel est une ferme située en France sur la commune de Moudeyres, dans la région Auvergne-Rhône-Alpes.

## Localisation
La ferme est située dans le département français de la Haute-Loire, sur la commune de Moudeyres, dans l'ancienne région administrative d'Auvergne.

## Historique
Construite au cours du XVIIe ou XVIIIe siècle, cette ferme est la seule de la localité à avoir préservé ce mode de toiture, autrefois très répandu dans la région et caractéristique des fermes du Mézenc.

## Description
Elle se compose d'un long bâtiment à deux étages, flanqué de deux appentis à ses extrémités, avec l'habitation s'y ajoutant en retour d'équerre. Deux constructions annexes, le bûcher et la remise, complètent l'ensemble. La couverture de l'ensemble est en chaume, à l'exception de l'habitation, d'un appentis à l'est et de la porcherie. Le périmètre est délimité par un muret en pierre sèche. À l'intérieur, les agencements d'origine et une partie du mobilier ont été préservés. Cette ferme demeure le meilleur exemple encore intact de cette architecture rurale.

## Valorisation du patrimoine
La ferme Perrel a été convertie en écomusée, offrant ainsi une occasion de mettre en avant le mode de vie quotidien des « paysans d’en haut ».

## Protection
La ferme à toit de chaume, y compris les dépendances, sont classées au titre des monuments historiques par arrêté du 13 décembre 1977.